# Gnade der späten Geburt
Die Gnade der späten Geburt ist ein von dem deutschen Bundeskanzler Helmut Kohl in den Jahren 1983/1984 geprägter Ausspruch, der zum Ausdruck bringen sollte, dass die Deutschen, die nach 1930 geboren worden waren, im Nationalsozialismus nicht schuldig (d. h. nicht zum Täter oder Mitläufer) werden konnten. Sie waren so „spät“ geboren worden, dass sie sich nicht selbst und bewusst für oder gegen den Nationalsozialismus entscheiden mussten. Der Begriff, der ursprünglich von dem Journalisten Günter Gaus verwendet und von Kohl übernommen worden war, entwickelte sich rasch zum politischen Schlagwort. Er stand im Zusammenhang mit der damals von Kohl ausgerufenen Politik der sogenannten geistig-moralischen Wende nach 1982.

## Geschichte
Kohl verwendete den Begriff der „Gnade der späten Geburt“ schon im Jahr 1983 im Vorfeld seines damaligen Staatsbesuchs in Israel, um das Verhältnis seiner Generation gegenüber dem jüdischen Staat zu beschreiben. Der Spiegel schrieb damals, er habe sich gegenüber dem israelischen Ministerpräsidenten Menachem Begin „als Mann der neuen Generation präsentieren“ wollen. „Die ‚Gnade der späten Geburt‘, so glaubte der 53-jährige Kanzler, gebe ihm die Standfestigkeit, selbst einem Mann wie Begin unbefangen vor die Augen zu treten.“ Zu der Begegnung, auf die sich Kohl umfangreich vorbereitet habe, kam es damals nicht mehr, da Begin im September 1983 zurückgetreten war.
Helmut Kohl gebrauchte den Begriff gleichwohl während seiner Israelreise im darauffolgenden Januar. Bei der Begrüßung am Flughafen von Tel Aviv sagte er am 24. Januar 1984, er sei „als Vertreter eines ‚neuen Deutschland‘ gekommen, als ‚erster Bundeskanzler aus der Nachkriegsgeneration‘, die einen unbefangeneren politischen Umgang zwischen Deutschen und Israelis wolle als frühere Generationen“. Seine Rede vor der Knesset am selben Tag, die unter Protesten mehrerer Abgeordneter stattfand, begann er mit den Worten: „Ich rede vor Ihnen als einer, der in der Nazizeit nicht in Schuld geraten konnte, weil er die Gnade der späten Geburt und das Glück eines besonderen Elternhauses gehabt hat.“ Er hob sein Geburtsdatum auch später während des Besuchs noch mehrmals hervor, betonte aber gleichwohl die besondere deutsche Verantwortung für Israel. Deutschland war damals wegen Waffenlieferungen an Saudi-Arabien in die Kritik geraten. Die deutsch-israelischen Beziehungen seien „immer mehr ein normales Verhältnis geworden“, deshalb sei auch dieser Verkauf von deutschen Waffen an die Gegner Israels nicht mehr ausgeschlossen.
Später wies der Publizist Günter Gaus darauf hin, dass er bereits vor Kohl von der „Gnade der späten Geburt“ gesprochen und Kohl diesen Begriff nur plagiiert habe. Er hatte damit allerdings auf die protestantische Rechtfertigungslehre nach Martin Luther Bezug genommen und damit eine Gnade gemeint, „die keine Schuld tilgt und die nicht durch eigenes Verdienst erworben werden kann“. Das Wort war in der Folge aus diesem Zusammenhang gerissen worden, sein Sinn wurde in das Gegenteil von dem verkehrt, was ursprünglich damit gemeint war. Gaus sagte, der Begriff sei als Alibi für einen „Schlussstrich“ missbraucht worden. Der Literaturwissenschaftler Peter André Alt wies im Dezember 2024 in einem Gastbeitrag für die Frankfurter Allgemeine Zeitung darauf hin, dass Gaus die Formel bereits 1965 verwendet hatte. Im Interview mit Günter Grass in Gaus’ Sendereihe Zur Person antwortete Grass - auf seine spezifische Generationserfahrung befragt - seine Generation sei zu jung gewesen, um Nazi zu sein, aber zugleich zu alt, „um diese Zeit abstreifen zu können“. Erst nach einigen Jahren habe er – Grass – gemerkt, dass der Jahrgang kein Verdienst ist. Gaus merkte in diesem Moment an, es sei „eine Gnade“.
Erst 1990 stellte Kohl klar, was er bei seinem Israel-Besuch gemeint hatte: „Die Gnade der späten Geburt ist nicht das moralische Verdienst meiner Generation, der Verstrickung in Schuld entgangen zu sein. Gnade meint hier nichts weiter als den Zufall des Geburtsdatums.“

## Rezeption
Der Begriff der „Gnade der späten Geburt“ wurde seinerzeit vehement kritisiert, weil darin der Versuch erkannt wurde, die Nachkriegsgeneration von ihrer Verantwortung für den Zweiten Weltkrieg und den Holocaust freizusprechen. So sei der Eindruck entstanden, Kohl gewähre sich selbst den Ablass, als sei er infolge dieser Gnade tatsächlich „legitimiert, mit der Vergangenheit unbefangen umzugehen“. Auch bei dem Skandal um die Rede am 10. November 1988 im Deutschen Bundestag, der zum Rücktritt von Bundestagspräsident Philipp Jenninger geführt hatte, wurde an Kohls Ausspruch erinnert.
Die Kritik setzte aber nicht unmittelbar ein, sondern erst ein Jahr später, als Helmut Kohl 1985 gemeinsam mit Ronald Reagan den Soldatenfriedhof Bitburg besuchte, auf dem auch Angehörige der Waffen-SS beerdigt sind, und als der Historikerstreit entbrannte.
Der politische Ausspruch Kohls wurde im Einzelnen sehr unterschiedlich wahrgenommen. Kritiker sahen in der Formulierung das mögliche Problem, dass spätere Generationen die historische Verantwortung von sich weisen würden und damit zugleich kein Verantwortungsbewusstsein mehr für aufkeimenden Faschismus und Antisemitismus entwickelten. Der damalige Präsident des Zentralrats der Juden in Deutschland Heinz Galinski warnte, die Gnade der späten Geburt dürfe „nicht zum Fluch des frühen Rückfalls“ werden.